# Uloborus spelaeus
Uloborus spelaeus là một loài nhện trong họ Uloboridae.
Loài này thuộc chi Uloborus. Uloborus spelaeus được William Syer Bristowe miêu tả năm 1952.